# Coreopsis gigantea
Coreopsis gigantea és una planta llenyosa perenne nativa de Califòrnia i Baixa Califòrnia.

## Descripció
La tija és un tronc d'1-2 m d'alçada i 4-10 cm de diàmetre. Posseeix brillants fulles verdes i flors que es troben a la part superior del tronc, mentre que la resta del tronc està nu. Les flors són grogues, semblants a les margarides, de 6-20 cm. És una planta caducifòlia, deixant el seu tronc nu a l'estiu.

## Distribució
Es distribueix pel sud de Califòrnia de la costa central, nord i al centre de Baixa Califòrnia, a les Illes Santa Bàrbara, i més al sud, a l'Illa de Guadalupe, Mèxic. Es limita a les zones lliures de gelades, ja que la seva polpa és suculenta. L'emmagatzematge d'aigua la fa una planta tolerant a la sequera, però especialment susceptible a les gelades.

## Cultiu
La planta és molt resistent a la sequera. Es necessita un bon drenatge, no és tolerant a l'excés d'aigua, i ha de rebre un mínim d'aigua durant l'estiu.